# Пребл (округ)
Округ Пребл (англ. Preble County) располагается в штате Огайо, США. Официально образован в 1808 году. По состоянию на 2010 год, численность населения составляла 42 270 человек.

## География
По данным Бюро переписи США, общая площадь округа равняется 1 104,533 км2, из которых 1 098,472 км2 суша и 6,061 км2 или 0,550 % это водоёмы.

## Население
По данным переписи населения 2000 года в округе проживает 42 337 жителей в составе 16 001 домашних хозяйств и 12 144 семей. Плотность населения составляет 38,00 человек на км2. На территории округа насчитывается 17 186 жилых строений, при плотности застройки около 16,00-ти строений на км2. Расовый состав населения: белые — 98,47 %, афроамериканцы — 0,32 %, коренные американцы (индейцы) — 0,21 %, азиаты — 0,26 %, гавайцы — 0,02 %, представители других рас — 0,11 %, представители двух или более рас — 0,60 %. Испаноязычные составляли 0,43 % населения независимо от расы.
В составе 34,20 % из общего числа домашних хозяйств проживают дети в возрасте до 18 лет, 63,50 % домашних хозяйств представляют собой супружеские пары проживающие вместе, 8,50 % домашних хозяйств представляют собой одиноких женщин без супруга, 24,10 % домашних хозяйств не имеют отношения к семьям, 20,60 % домашних хозяйств состоят из одного человека, 8,90 % домашних хозяйств состоят из престарелых (65 лет и старше), проживающих в одиночестве. Средний размер домашнего хозяйства составляет 2,62 человека, и средний размер семьи 3,02 человека.
Возрастной состав округа: 26,00 % моложе 18 лет, 7,70 % от 18 до 24, 28,70 % от 25 до 44, 24,40 % от 45 до 64 и 24,40 % от 65 и старше. Средний возраст жителя округа 38 лет. На каждые 100 женщин приходится 99,30 мужчин. На каждые 100 женщин старше 18 лет приходится 95,70 мужчин.
Средний доход на домохозяйство в округе составлял 42 093 USD, на семью — 47 547 USD. Среднестатистический заработок мужчины был 35 313 USD против 23 573 USD для женщины. Доход на душу населения составлял 18 444 USD. Около 4,50 % семей и 6,10 % общего населения находились ниже черты бедности, в том числе — 7,00 % молодежи (тех, кому ещё не исполнилось 18 лет) и 6,10 % тех, кому было уже больше 65 лет.